# Retroflex konsonant
En retroflex (även supradental eller postalveolar) är en konsonant som uttalas genom att tungan dras bakåt och tungspetsen trycks mot gommen. Retroflexa konsonanter finns i svenska, polska, mandarin, javanesiska, vietnamesiska och norska, samt är vanliga i flera indoariska och dravidiska språk.

## I svenskan
I rikssvenskan finns fem retroflexa konsonanter:
- två klusiler: tonande [ɖ], tonlös [ʈ],
- en nasal: [ɳ],
- en frikativa: tonlös [ʂ], samt
- en lateral approximant: [ɭ].

Frikativan [ʂ] fungerar även som sje-ljud, särskilt i slutet på ord, i vissa dialekter.
I rikssvenskan och ett flertal dialekter med tungspets-r (standardfinlandssvenskan och göteborgskan undantagna) övergår fonerna [d], [t], [n], [s] och [l] i sina retroflexa motsvarigheter när de följer en retroflex konsonant eller kort [r]. Exempel:
- ”Svart” [svaʈ]
- ”Gardin” [gaɖi:n]
- ”Karl” [kɑ:ɭ]
- ”barnstol” [bɑ:ɳʂʈu:l]
- ”Tack för senast” [tak fœ 'ʂeːnast]
- ”Ernst” [æːɳʂʈ]

Notera att detta inte gäller långt [r:]:
- ”barrskog” [b”ar:sku:g]
- ”kurd” [kɵr:d]